# Go Hui-Dong
Go Hui-dong (1886–1965), también llamado por el pseudónimo Chun-gok, nacido en Seúl, fue el primer pintor coreano en adoptar estilos Occidentales. Habitó la mayor parte de su vida en Seúl.  Estudió francés allí de 1899 a 1903 y brevemente tomó un puesto con el gobierno coreano.  Dejando dicho puesto en 1905,  estudió pintura coreana durante varios años y luego viajó a Japón, donde estudió pintura de estilo Occidental bajo Kuroda Seiki de 1909 a 1915.  Regresó a Corea en 1915 y buscó fusionar estilos tradicionales occidentales y coreanos.